# Schahrak-e Qaem
Schahrak-e Qaem (persisch شهرك قائم, auch: Shahrak-e Qā’em, oder: Khaţāb) ist ein Dorf der iranischen Provinz Nord-Chorasan.

## Geographie
Das Dorf gehört zum Garmkhan Rural District (دهستان گرمخان ‎), Garmkhan District (بخش گرمخان‎), Verwaltungsbezirk Bodschnurd. Es liegt nordöstlich von Bodschnurd in einem der Verbindungstäler, die in das Gebirge im Norden führen. Der temporäre Wasserlauf Lāchīn (لاچین‎) verläuft dort und ermöglicht in geringem Umfang Landwirtschaft. Westlich des Ortes erheben sich die Berge Kūh-e Zard Ālū (1285 m, کوه زرد آلو ‎) und Kūh-e Palang (1428 m, کوه پلنگ  ‎). Von Scharak-e Qaem aus führt eine Verbindungsstraße nach Schahrak-e Scheich (شهرك شیخ‎) im Norden.
Die Bezeichnung für das nahegelegene Dorf Chatab (خطاب‎) im Nordosten wird gelegentlich auch für Scharak-e Qaem benutzt. Südlich des Ortes liegt die Wüstung Zāveh Dār (زاوه دار ‎).

## Klima
Nach dem Köppen-Geiger-System zeichnet sich Chatab durch ein Wüstenklima mit der Kurzbezeichnung BWk aus.